# Kolorymetria (chemia)
Kolorymetria – technika analityczna określania stężenia roztworów barwnych za pomocą wizualnego porównania intensywności barwy roztworu badanego z intensywnością barwy wzorca. W kolorymetrii wykorzystuje się liniową zależność absorpcji promieniowania widzialnego od stężenia roztworu (prawo Lamberta-Beera). Uważana za metodę prostą, szybką i dokładną.
Metody kolorymetryczne:
- metoda serii wzorców – próbkę badaną porównuje się z zestawem wzorców w probówkach kolorymetrycznych zawierających roztwory badanej substancji w określonych stężeniach lub ze skalą barw we wzorniku.
- miareczkowanie kolorymetryczne – do odpowiedniego rozpuszczalnika w cylindrze Nesslera dodaje się substancję oznaczaną tak długo, aż barwa roztworu zrówna się z barwą roztworu oznaczanego.
- oznaczenie stężenia w kolorymetrach lub cylindrach Hehnera, wykorzystując liniową zależność pomiędzy intensywnością zabarwienia a grubością warstwy roztworu.

Obecnie metody kolorymetryczne zostały w znacznej mierze wyparte przez analizę spektrofotometryczną za pomocą urządzeń optoelektronicznych. Miniaturowe podręczne zestawy kolorymetryczne z tabelami barw wykorzystywane są w warunkach pozalaboratoryjnych (medycyna, rolnictwo, skażenia środowiska, badanie żywności). Powszechnie stosowana do szybkiego oszacowania pH roztworów za pomocą wyskalowanych papierków wskaźnikowych.